# Палига Віталій Діомидович
Віта́лій Діоми́дович Пали́га (4 травня 1927, Проскурів, УСРР, СРСР — 19 червня 1994, Одеса, Україна) — український педагог, тренер, професор.

## Біографія
В. Д. Палига народився 4 травня 1927 року у Проскурові (нині м. Хмельницький).
Закінчивши у 1946 році Дніпропетровський технікум фізичної культури, навчався у школі тренерів при Київському інституті фізичної культури (1946—1948 роки).
В 1948—1949 роках вчителював у Проскурові.
Заочно у 1952 році закінчив Київський інститут фізичної культури.
В 1949—1960 роках викладав у Кам'янець-Подільському педагогічному інституті, у 1954—1960 роках завідував кафедрою теорії і методики фізичного виховання.
У 1960 році був прийнятий на посаду викладача кафедри гімнастики Одеського державного педагогічного інституту імені К. Д. Ушинського.
В 1966 році захистив дисертацію на здобуття наукового ступеня кандидата педагогічних наук, а в 1970 році надано вчене звання доцента.
З 1971 року й до 1977 року працював завідувачем кафедри та деканом факультету фізичного виховання Луцького педагогічного інституту.
У 1977 році повернувся до Одеського педагогічного інституту імені К. Д. Ушинського на посаду завідувача кафедри гімнастики.
В 1981—1985 роках був деканом факультету фізичного виховання та одночасно з 1982 року — завідувачем кафедри гімнастики.
У 1983 році надано вчене звання професора.
Протягом 1985—1987 років перебував у відрядженні у Монгольській Народній Республіці.
В 1987—1989 роках знову очолював факультет фізичного виховання Одеського педагогічного інституту. У 1989—1993 роках обіймав посаду завідувача кафедри гімнастики, у 1993—1994 роках — посаду професора.
Був головою Одеської організації Федерації зі спортивної гімнастики.
Помер 19 червня 1994 року в Одесі.

## Науково-педагогічнадіяльність
Вивчав питання методики викладання гімнастики, підготовки спортсменів-гімнастів. Займався тренерською роботою. Серед його вихованців майстри спорту СРСР О. Комисов, В. Мойсеєв, В. Негрич, Ю. Павлов.

#### Праці
- Гімнастика: Навчальний посібник для студентів факультетів фізичного виховання педагогічних інститутів / А. А. Жалій, В. Д. Палига. — К.: Вища школа, 1975. — 356 с.
- Гимнастика: Учебное пособие  для студентов факультетов физического воспитания педагогических институтов / В. Д. Палыга. — М.: Просвещение. — 1982. — 288 с.
- Поурочное планирование раздела «Гимнастика» для учащихся 1-10 классов/ В. Д. Палыга, А. П. Чустрак, Ю. В. Павлов, О. А. Комисов, В. Д. Долинский, Е. А. Бычкова. — Одесса: ОГПИ, 1983. — 94 с.
- Методические рекомендации по оценке профессиональной подготовки студентов факультета физического воспитания по гимнастике/ В. Д. Палыга, А. П. Чустрак, И. А. Романов, И. В. Мороз, В. Д. Долинский. — Одесса: ОГПИ, 1988. — 22 с.

## Нагороди
- Медаль «За трудову доблесть» (1970 р.);
- Знак «Відмінник народної освіти УРСР»;
- Звання «Заслужений тренер УРСР».